# Александра Влку
Александра Влку (Мајданпек, 6. август 1996) српска је музичарка из Тревиза, Италија.

## Биографија
Александра Влку је рођена у Мајданпеку. У Италију се доселила када је имала само четири године. Похађала је Индустријско-технички институт „Еуђенио Барсанти” и Индустријско-технички институт „Енрико Ферми”. Иако је обављала послове социјално-здравственог асистента, музика јој је била највећа љубав, па је тако њоме почела активно да се бави. Певала је и свирала од најмлађих дана. Клавир је почела да свира у својој тринаестој години. Вредно је радила трудећи се да увек буде оригинална. Уз мајку, сликарку Слађану Милошановић, заволела је уметност.
Са четворицом момака основала је бенд „Iced Fire” (раније: „Moon of One Night”), са којим наступа по регији Венето и учествује на бројним такмичењима. Репертоар овог бенда састоји се од хард рок нумера, које и сами компонују. Александра Влку је у бенду вокал (алт) и свира на клавијатурама, а мушки чланови на гитарама и бубњевима.
Заједно са мајком уједињује уметничку енергију у промоцији домовине.
Говори енглески и словеначки језик.